# Big Ben
Tour Élisabeth
Pour les articles homonymes, voir Big Ben (homonymie).
Big Ben est la tour horloge du palais de Westminster, et un symbole de la ville de Londres. Le palais, siège du parlement britannique, fait face à la Tamise, entre le pont de Westminster et l'abbaye de Westminster.
Son nom officiel, initialement Clock Tower (« la tour de l'Horloge »), est Elizabeth Tower (« la tour Élisabeth ») depuis le jubilé de diamant d'Élisabeth II en 2012. La tour et son horloge sont plus couramment dénommées Big Ben par métonymie, Big Ben (« le gros Ben ») étant le surnom de la cloche de 13,7 tonnes se trouvant au sommet.
Seules les personnes habitant au Royaume-Uni peuvent visiter la tour, après avoir obtenu une autorisation.

## Dénomination
Au sens strict, Big Ben est le nom de la plus grosse cloche du carillon de l'horloge, tandis que l'horloge elle-même est la Great Westminster Clock et que la tour a été rebaptisée Elizabeth Tower (tour Élisabeth) en 2012  à l'occasion du jubilé de diamant d'Élisabeth II,. Cependant, dans la pratique, Big Ben est utilisé indifféremment pour nommer les trois.
La tour était auparavant officiellement appelée Clock Tower (la tour de l'Horloge), et parfois improprement St.Stephen Tower, alors que ce nom correspond en réalité à une autre tour du palais.
Au début, le nom de la grande cloche est The Great Bell (« la grande cloche »). L’origine de l’appellation Big Ben est incertaine. L’une des hypothèses les plus connues à ce sujet se réfère à celui qui a ordonné la fonte de la cloche, Benjamin Hall, ingénieur civil et homme politique, dont le surnom était Ben et qui était très grand (big), on l'appelait « Big Ben ». Une autre hypothèse renvoie plutôt au surnom d’un champion de boxe, Ben Caunt, qui aurait acquis la célébrité grâce à un combat de soixante rounds à poings nus contre Nat Langham, champion en titre, l’année où le nom de la cloche était au cœur des débats.

## Histoire
Un incendie dévaste une partie du bâtiment du Parlement en 1834. À la suite de cet événement, une commission est mise en place pour choisir le nouveau style de l'édifice. Le plan qui, remporte ce grand concours est celui de Charles Barry, qui prévoit entre autres d’y intégrer un clocher.

## La tour
Cette tour, considérée comme le chef d’œuvre d'Augustus Pugin, s'inspire de la typologie des beffrois caractéristiques de l'architecture gothique civile du Moyen Âge d'Europe continentale, comme ceux de Gand, Ypres, Bergues ou encore Toruń et Gdańsk, et qui symbolisaient l'autonomie du pouvoir civil vis-à-vis de celui des féodaux dans les cités-états médiévales. La silhouette et plusieurs éléments de la tour ont aussi probablement une source d'inspiration italienne, notamment les campaniles de Venise et de Florence.
Ce type de tour civile gothique n'existait pas en Angleterre avant la construction de celle-ci, mais elle fut traitée et habillée avec des lignes et une riche décoration qui relèvent du style gothique tardif appelé « gothique perpendiculaire », très typique de l'Angleterre, comme les autres parties du palais de Westminster. Cet exercice de style, consistant à imprimer une identité anglaise sur un monument nouveau dans le pays, relève de la vision culturaliste propre au romantisme nationaliste dans lequel baigne le mouvement néogothique. Cette opération est si réussie que la tour est devenue le symbole architectural de Londres et du Royaume-Uni le plus reconnu dans le monde. Elle a ensuite elle-même inspiré la construction de nombreuses autres tours d'horloges.
John Burland, professeur et directeur de recherche à l'Imperial College London, a rapporté au Sunday Telegraph que la tour s'enfonçait dans le sol de manière inégale, penchant de plus en plus en direction du nord-ouest, cette tendance s'étant accélérée depuis 2003.
La hauteur de la tour est de 315 pieds, soit environ 96 mètres.
La visite de l’intérieur de Big Ben n’est autorisée qu’aux résidents du Royaume-Uni, sur rendez-vous. Ils doivent en faire la demande plusieurs mois à l’avance et par écrit, auprès du Parlement. Cette visite n’est pas autorisée aux enfants de moins de 11 ans. Pour atteindre le beffroi où se trouve la grande cloche, les visiteurs doivent gravir 334 marches.
Quand le Parlement siège, un drapeau britannique est hissé et flotte au-dessus de l'horloge.
Quand le Parlement se réunit, la lumière éclairant les cadrans s'allume.

## L'horloge

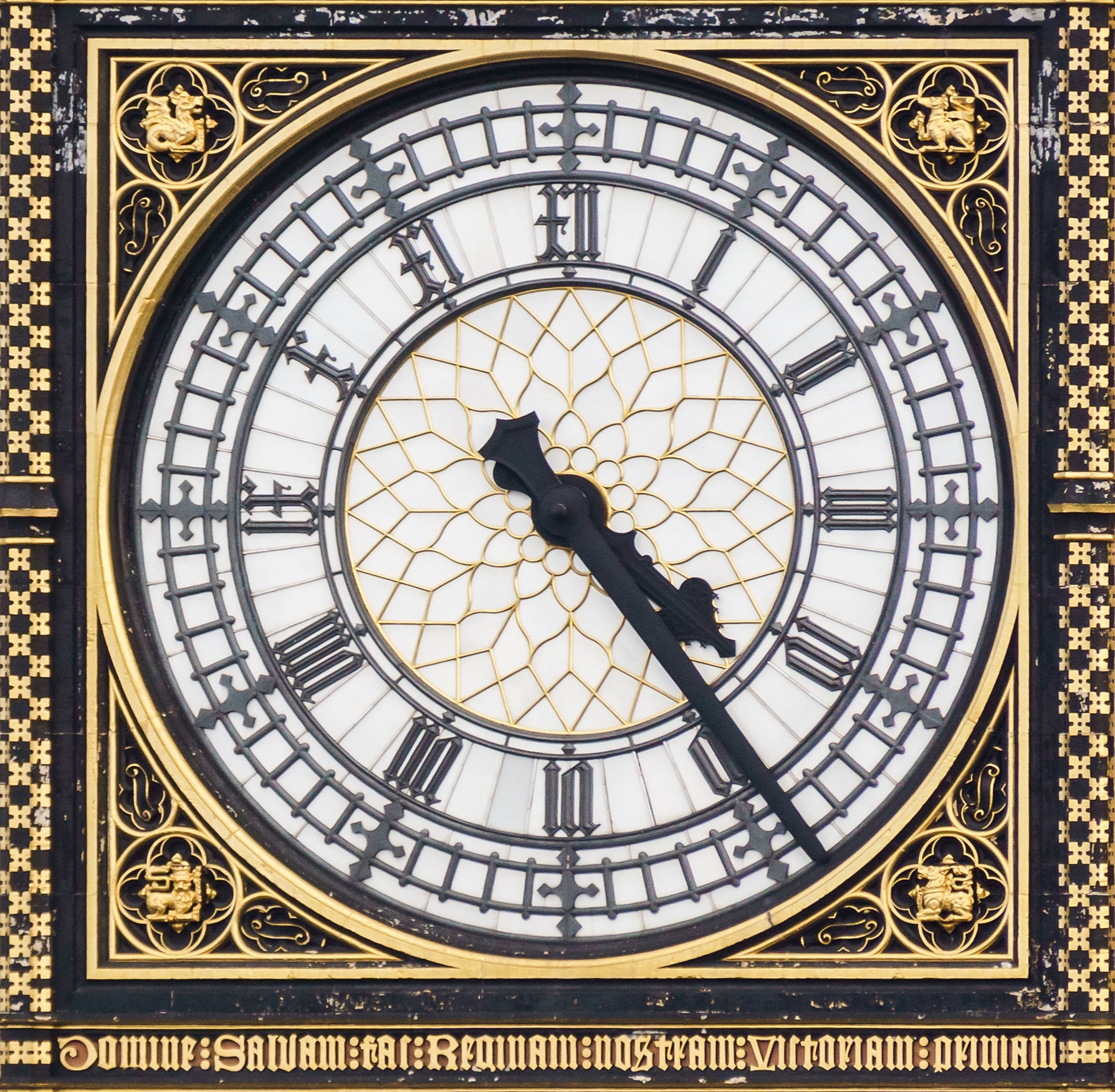
Un cadran de Big Ben, avant les travaux de restauration, avec au-dessous l'inscription Domine Salvam fac Reginam nostram Victoriam primam (« Seigneur, sauve notre reine Victoria »).

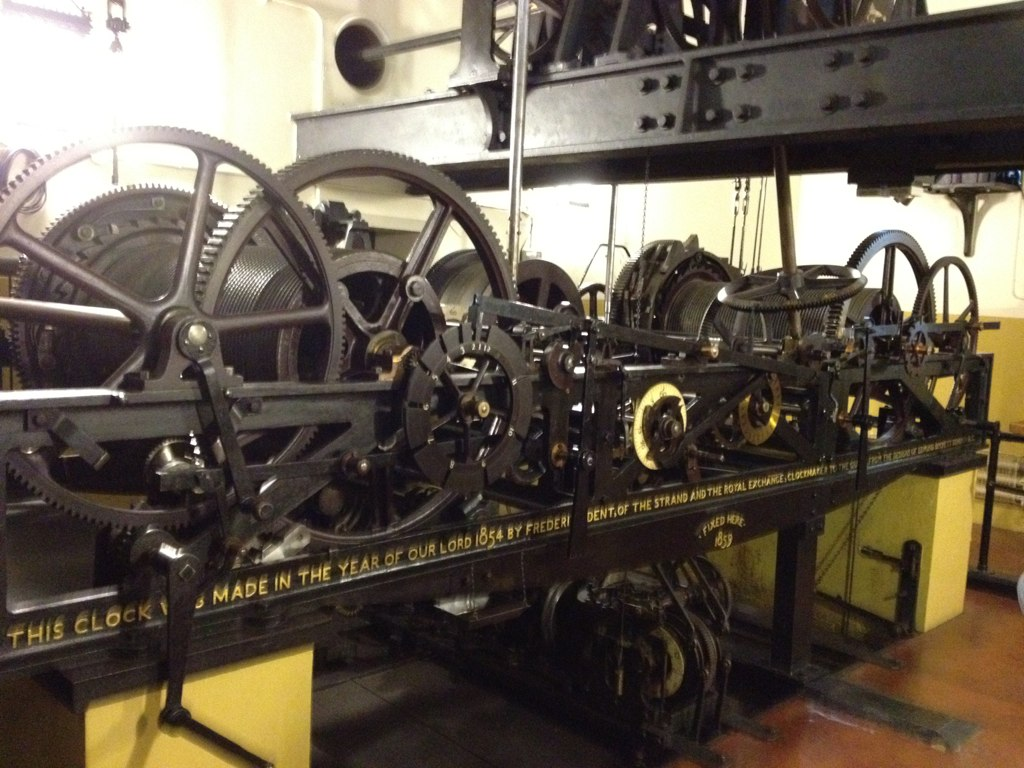
Le mécanisme de l'horloge.

L'horloge est composée de quatre cadrans, un sur chaque face, de sept mètres de diamètre et d'une cloche pesant 13,5 tonnes pour un diamètre de 2,7 mètres et une hauteur de 2,2 mètres.
Les aiguilles des minutes mesurent 4,2 mètres de long. Les aiguilles des heures mesurent 2,7 mètres de long. Les chiffres mesurent environ 60 cm de long. Il y a 312 morceaux de verre dans chaque cadran de l'horloge. Le mécanisme de l'horloge pèse cinq tonnes et le marteau de Big Ben pèse 200 kg. Les aiguilles des minutes et celles des heures sont fabriquées en métaux différents : les premières sont fabriquées en cuivre, et pèsent 101 kg, et les secondes en fer, et pèsent 304 kg.
Les cadrans du Big Ben ont le numéro 4 noté IV et non IIII (ce qui est normal pour un chiffre romain, mais inhabituel pour un cadran d'horlogerie).
Sous chaque cadran on trouve une inscription en latin : Domine Salvam fac Reginam nostram Victoriam primam (« Seigneur, sauvez notre reine Victoria Ire ») en référence à la reine britannique Victoria.
La fréquence du balancier est réglée à 2 cinquièmes de seconde près par jour, par l'ajout (pour accélérer) ou le retrait (pour ralentir) d'anciennes pièces de 1 penny datant de l'époque où le système monétaire britannique n'était pas décimal.
Le célèbre air du carillon qui marque l'heure est appelé Westminster Quarters. La mélodie est constituée de cinq permutations de quatre notes dans la tonalité de mi majeur : si, mi, fa♯, sol♯.
La première émission radio de la BBC du carillon de Big Ben date du 31 décembre 1923.
Depuis 1859, ce sont les cloches de Big Ben qui, à minuit le 1er janvier, annoncent dans tous les foyers britanniques le début de la nouvelle année. Le son est retransmis sur toutes les chaînes de télévision et de radio du pays.
Les carillons de Big Ben et les autres cloches sont diffusés quotidiennement sur BBC Radio 4, une des stations de radio les plus écoutées en Grande-Bretagne, à 6 heures du soir et à minuit (ainsi que 10 heures du soir le dimanche), en prélude au programme d'information.
Entre le 21 août 2017, et 2021, la tour connaît une importante rénovation,. La précédente fermeture pour maintenance remontait en effet à 1983-1985 et 1987. La cloche avait alors été démontée et la tour est entièrement rénovée. À quelques rares exceptions, la cloche ne devait plus retentir pendant la durée des travaux. Cette décision avait divisé la population et les députés britanniques : selon la Première ministre Theresa May, « il n’est pas raisonnable que Big Ben soit réduite au silence pendant quatre ans ». Pendant les travaux, les horloges ont donc continué de fonctionner grâce à un mécanisme électronique. Les aiguilles n'ont ainsi jamais cessé d’indiquer la bonne heure avec leur légendaire ponctualité.

## La clocheBig Ben

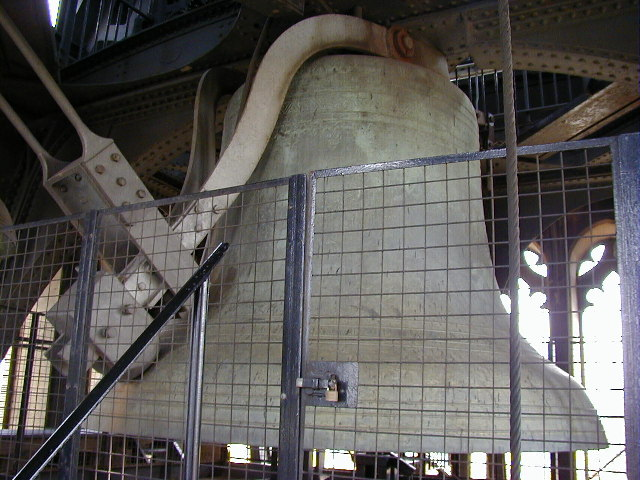
La grande cloche surnommée Big Ben.

La première cloche est fabriquée en 1856. Pour pouvoir la transporter jusqu’à la tour de l’horloge, elle est installée sur un chariot tiré par 16 chevaux. Elle se fend quelques mois après son installation, une deuxième cloche est alors moulée à la fonderie de Whitechapel le 10 avril 1858. En octobre de la même année, la cloche est déplacée de 61 mètres jusqu’au beffroi du clocher en 18 heures. Le 31 mai 1859, la célèbre horloge entre en service et la cloche sonne pour la première fois.
Le son typique de la cloche est dû au fait que celle-ci s'est aussi fissurée en 1859, à peine deux mois après son installation officielle, ce qui lui donne une tonalité très distinctive. Pour des raisons techniques, la cloche est orientée de manière que le marteau ne frappe pas à l'endroit de la fissure.
À quatre occasions, la cloche Big Ben a été sonnée pour le deuil national, aux obsèques nationales ; 68 fois pour les funérailles d'Édouard VII en 1910, 70 fois pour celles de George V en 1936, 56 fois pour celles de George VI en 1952, et 96 fois pour celles d'Élisabeth II en 2022. Chaque son de la cloche représente un an de leurs vies.
La cloche résonne à six kilomètres à la ronde. Elle sonne les heures, les quarts d'heure étant sonnés par d'autres cloches.

## Little Ben

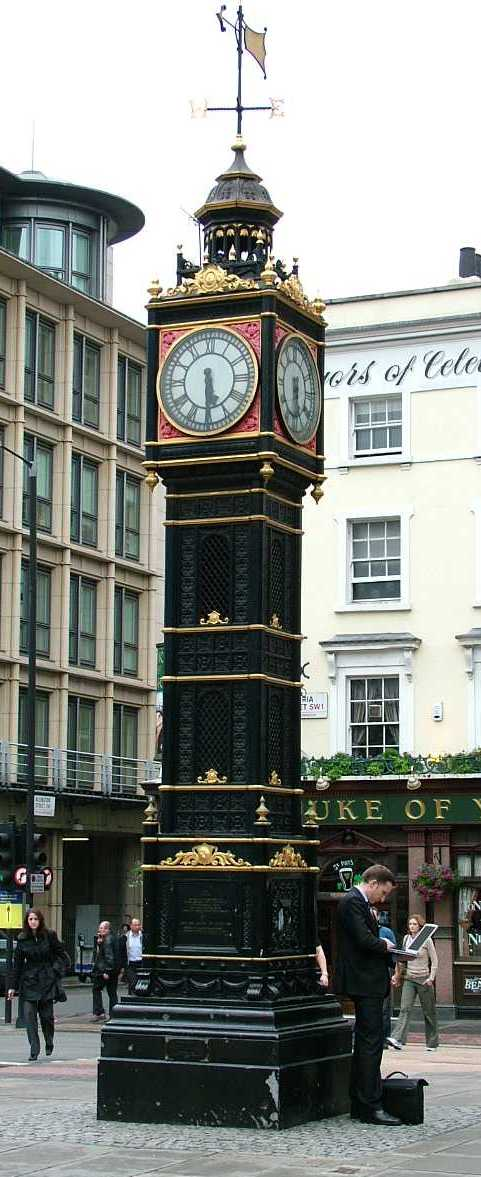
Little Ben, une petite tour similaire.

Il existe aussi une petite tour d'horloge à Londres proche de la gare Victoria d'un dessin similaire à Big Ben et appelée « Little Ben ».

## Culture populaire
- Big Ben apparaît dans l'épisode 2 de Life After People (2008-2010). Elle s'écroule au bout de 200 ans.
- Big Ben apparaît à de nombreuses reprises dans la série britannique Doctor Who.
- Big Ben apparaît à la fin de Basil, détective privé.
- Big Ben apparait dans Peter Pan, et de fait, en sera un niveau, assez fidèle à la réalité, du jeu vidéo Kingdom Hearts.
- Big Ben apparaît dans V pour Vendetta (2006). Elle explose avec le reste du parlement à la fin du film.
- Big Ben apparaît dans la série d'animation Sherlock Holmes. Dans un épisode, Moriarty vole la Grande Cloche.
- Big Ben apparaît dans Cars 2 (2011), remodélisée et renommée « Big Bentley ».
- Big Ben apparaît dans Total Recall : Mémoires programmées (2012), engloutie dans une métropole gigantesque.
- Big Ben apparaît à de nombreuses reprises dans la série des films de James Bond.
- Big Ben apparaît dans Les 39 Marches (1978). Hannay casse les verres d'un cadran et saisit l'aiguille des minutes pour prévenir l'explosion d'une bombe à retardement dans l'horloge.
- Big Ben est détruit dans le film Mars Attacks! (1996).
- Big Ben apparaît plusieurs fois dans les Simpsons, sur différents épisodes.
- Big Ben peut être construite comme merveille mondiale dans plusieurs opus de la franchise de jeux-vidéo Sid Meier's Civilization (Civilization V & Civilization VI).
- Big Ben apparaît dans À nous quatre (1998) dans la scène du début où Aline (sous l'apparence de Annie) arrive au Londres-Heathrow (Aéroport).

## Galerie

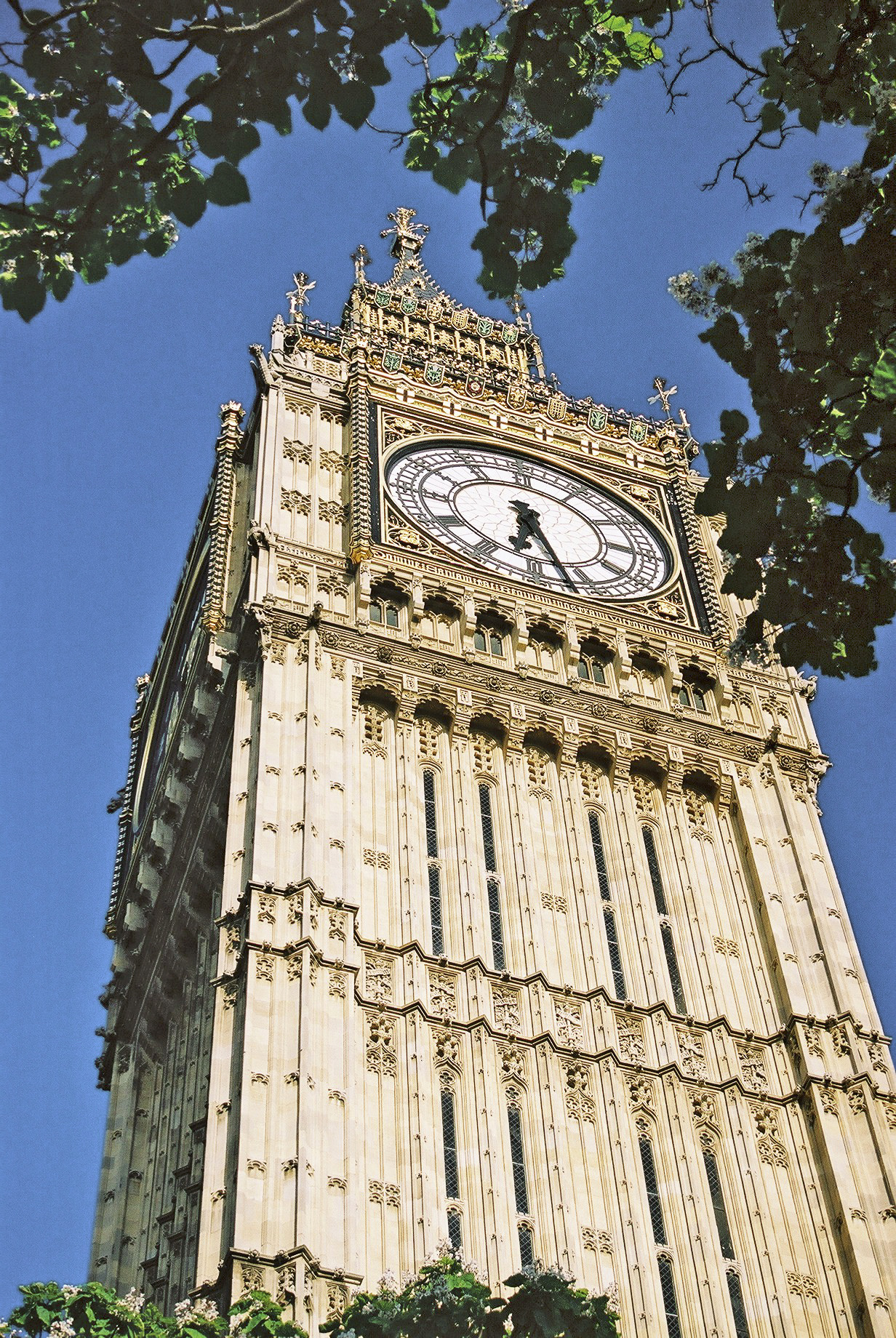
Vue en contre-plongée.
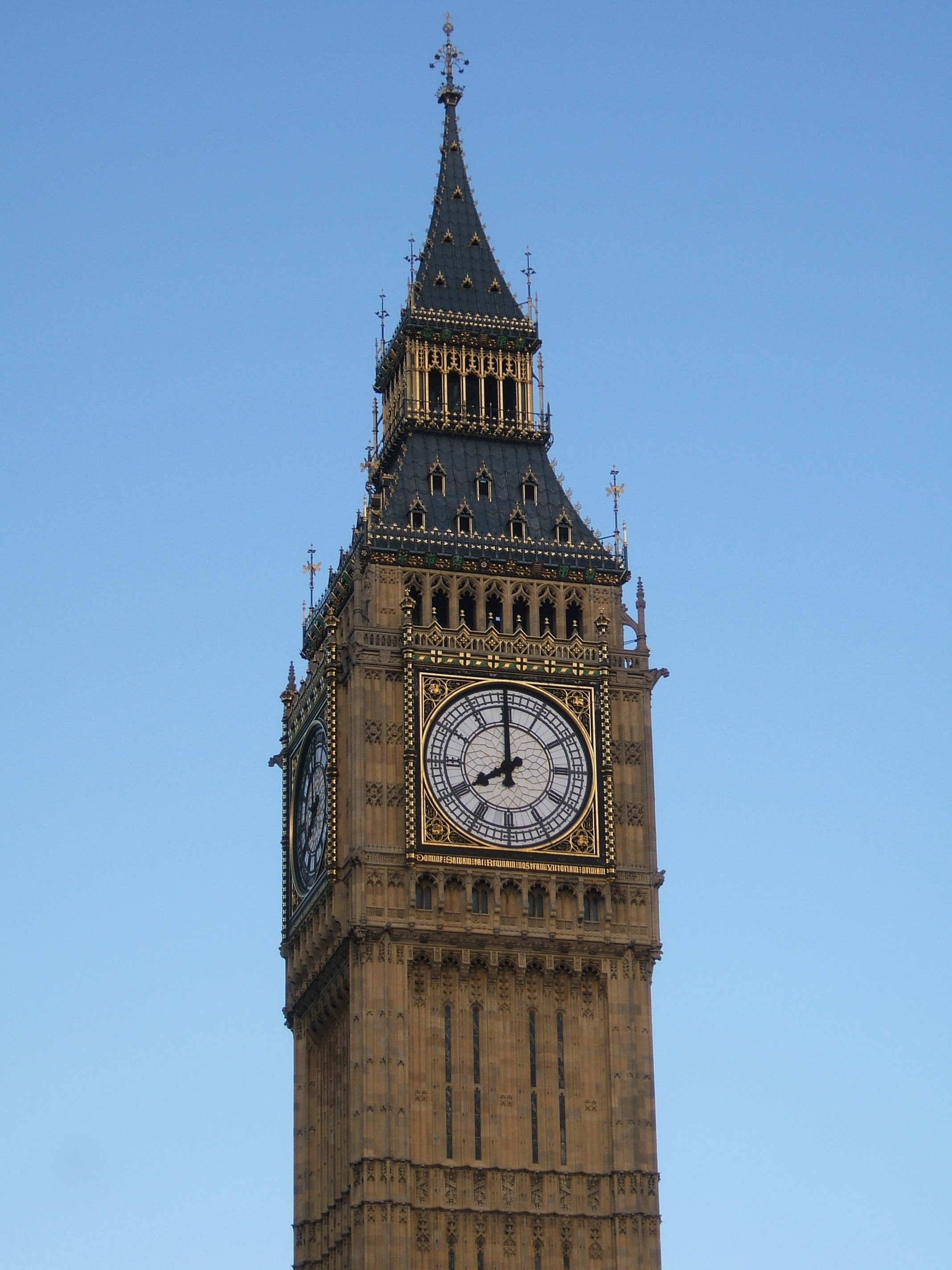
Partie supérieure de la tour.
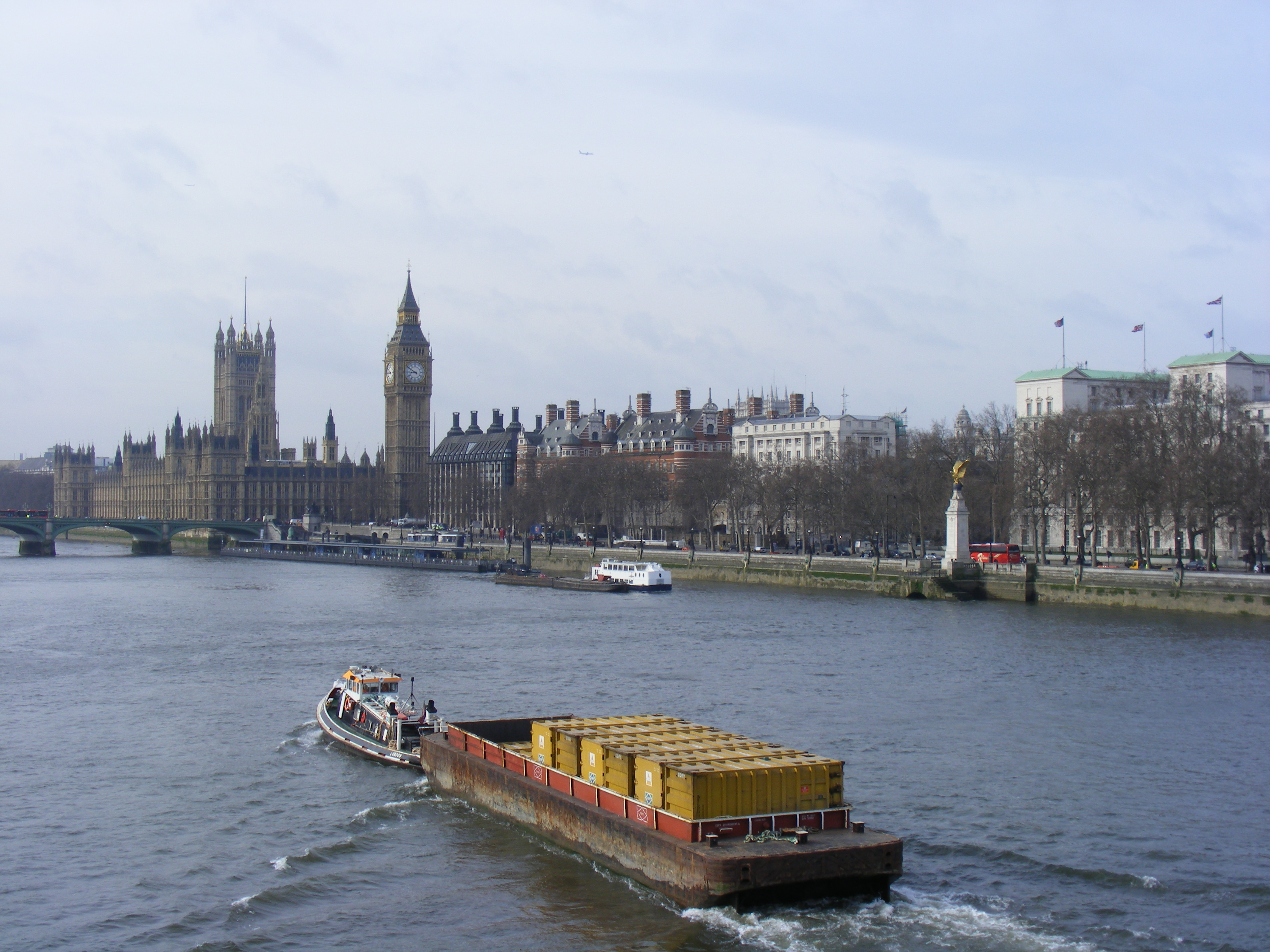
Vue depuis la Tamise.
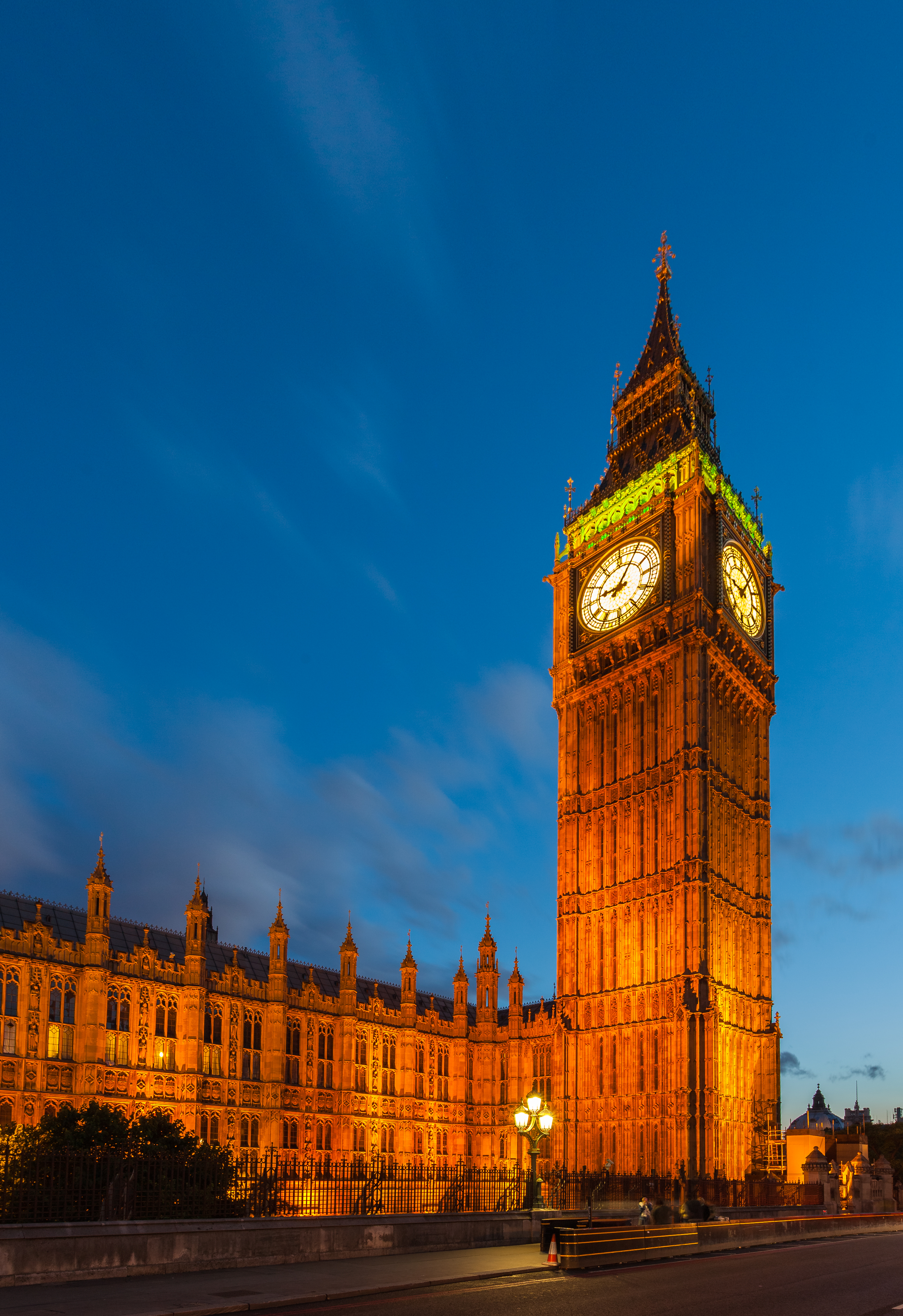
Big Ben de nuit.
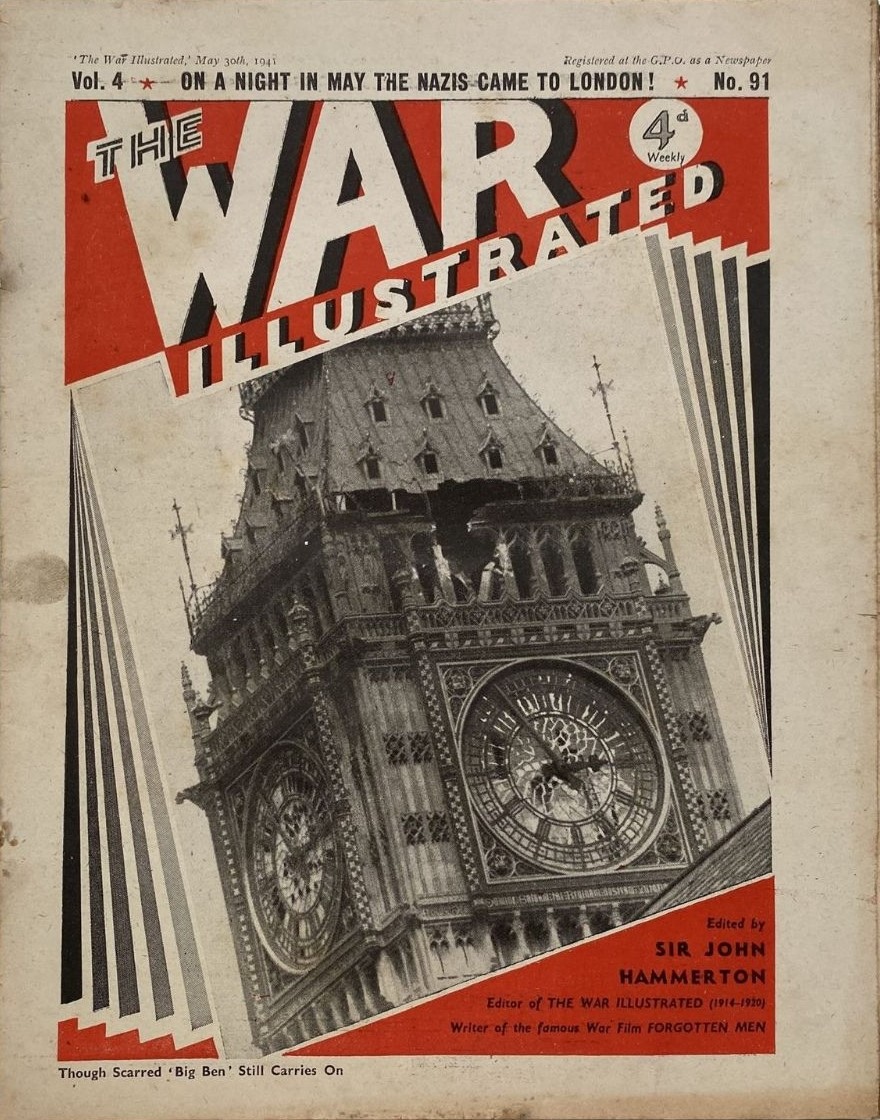
Couverture du № 91 de The War Illustrated, montrant les dégâts sur Big Ben à la suite d'un bombardement le 10 mai 1941.
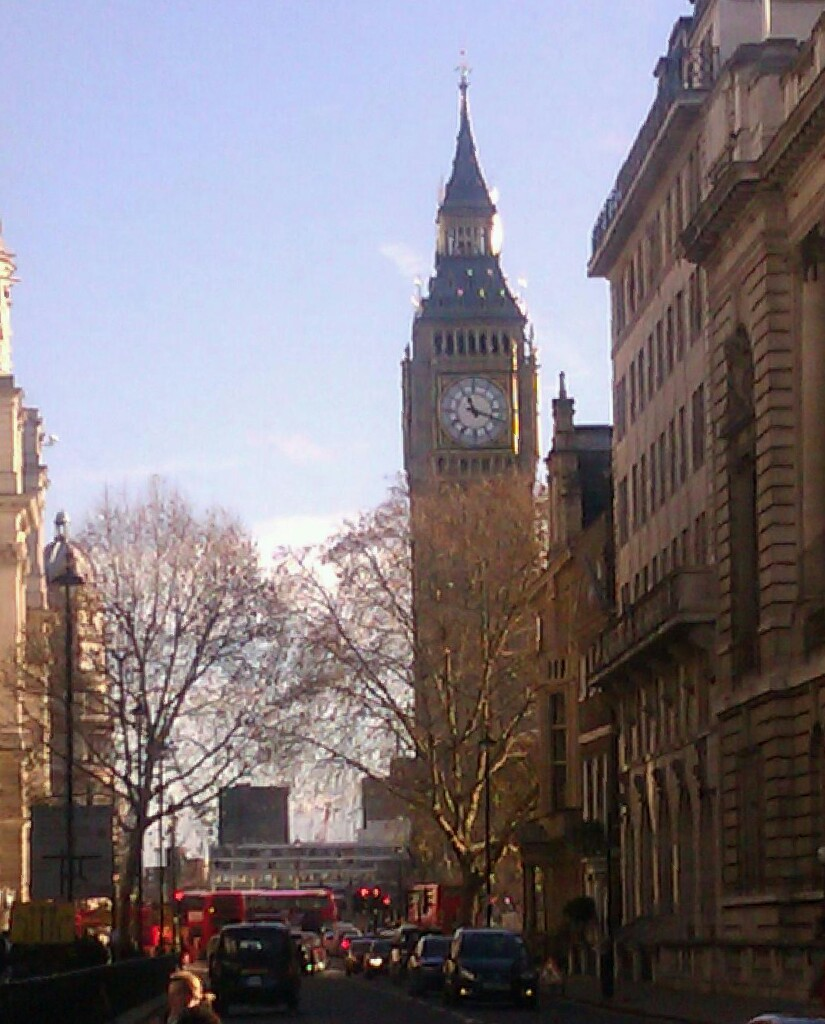
La tour depuis Birdcage Walk.